# Kanton Saint-Herblain-Est
Kanton Saint-Herblain-Est (fr. Canton de Saint-Herblain-Est) je francouzský kanton v departementu Loire-Atlantique v regionu Pays de la Loire. Tvoří ho pouze východní část města Saint-Herblain.